# Saw 3D
Saw 3D, (br: Jogos Mortais - O Final) também conhecido como Saw: The Final Chapter, é um filme estadunidense de suspense e terror de 2010 dirigido por Kevin Greutert e estrelado por Tobin Bell, Costas Mandylor, Betsy Russell, Sean Patrick Flanery, Chester Bennington.e Cary Elwes. É o sétimo e penúltimo capítulo da franquia Saw. O filme foi originalmente programado para ser lançado em 22 de outubro de 2010, mas foi adiado para 29 de outubro de 2010 nos Estados Unidos e no Canadá. Inicialmente, o 3D seria dividido em duas partes após o sexto filme, mas a ideia não prosseguiu por conta dos ganhos medianos em 2009. Assim em dezembro de 2009, Patrick Melton, um dos roteiristas do filme, declarou que Saw 3D poderia ser o último filme da série. A Lionsgate cogitou mais um longa-metragem da série após o roteiro entregue por Josh Stolberg e Peter Goldfinger.

## Sinopse
O filme começa logo após o final de Jogos Mortais. Lawrence Gordon rasteja da casa de banho para encontrar ajuda depois de serrar o próprio pé. Ao longo do caminho, ele encontra um tubo de vapor e usa-o para estancar o sangue que escorre do seu tornozelo. No presente, Ryan e Brad despertam em uma janela metropolitana, fechada na frente de uma multidão de pessoas. Seus pulsos estão amarrados a uma mesa, de ambos os lados de uma serra, e sua amante mútua, Dina, é presa e suspensa sobre ela. O fantoche Billy dá a eles a opção de lutar por Dina pela última vez. Matar o outro ou permitir que Dina, que tem coagido os dois homens para realizar atos ilegais, morra, e os homens escolhem permitir que ela se abaixe para a serra, matando-a. Depois de testemunhar Mark Hoffman sobreviver a armadilha de urso reversa, Jill Tuck vai falar com Matt Gibson, um detetive de assuntos internos na delegacia de Hoffman, e incrimina-o como cúmplice dos assassinatos de Jigsaw em troca de imunidade e proteção. Enquanto isso, Hoffman sequestra quatro racistas skinheads e os coloca em uma armadilha em um ferro-velho abandonado que mata todos os quatro. Ele deixa a armadilha de urso reversa para Gibson, que encontra impressões digitais de Jill e coloca-a em prisão preventiva. Depois de uma reunião de sobreviventes de Jigsaw  - incluindo Lawrence, Hoffman sequestra o anfitrião, Bobby Dagen, um guru de autoajuda que se tornou famoso por vender a sua história de sobrevivência de uma armadilha de Jigsaw. Bobby desperta em uma jaula em um asilo abandonado, onde uma fita de vídeo revela que ele nunca foi testado. São-lhe dados 60 minutos para escapar da jaula, navegar através do asilo e salvar sua mulher, Joyce . A gaiola é suspensa acima de um piso de pontos, mas Bobby escapa e começa a fazer o seu caminho através do asilo.
Em seu primeiro teste, Bobby encontra Nina, sua assessora de imprensa, em uma camisa de forças, com quatro pontos definidos para perfurar seu pescoço, sua armadilha representando "não fale o mal". O nível de ruído na sala não pode subir acima de um sussurro, ou então os picos irão perfurar mais perto de seu pescoço; Bobby deve puxar a chave e anzol de seu estômago dentro de um minuto, ou ela vai ser morta pelos picos. Ele não consegue desbloquear o aparelho a tempo, e os picos de perfuram sua garganta e matam-na. Em seu segundo teste, Bobby encontra Suzanne, sua advogada, preso dentro de uma roda, representando sua armadilha "não veja o mal". A roda vai girar e empurrar seus olhos e boca contra uns picos dentro de um minuto, a menos que Bobby levante dois postes de metal com os ombros e pare a roda. No entanto, isso faz com que dois picos sejam empurrados para as costelas de Bobby, e ele é incapaz de manter os polos de tempo suficiente, resultando na morte de Suzanne. Em seu terceiro teste, Bobby encontra Cale, seu melhor amigo e co-conspirador em sua ascensão à riqueza, em um quarto sem piso, com o apoio de algumas tábuas para atravessar. Cale está ligado a uma corda e com os olhos vendados, e será enforcado dentro de um minuto a menos que Bobby o ajude a atravessar o espaço suficiente para lançar-lhe a chave. A chave cai no nível abaixo, e Cale é enforcado.
Ao longo dos testes de Bobby, Hoffman envia vídeos para Gibson. O primeiro pede para Jill ser entregue a ele em troca de acabar com os jogos. Quando Gibson ignora isso, Hoffman envia outro vídeo que oferece pistas enigmáticas para sua localização. Gibson encontra um abrigo, onde ele percebe que é a localização do asilo, e infiltra-lo juntamente com uma equipe da SWAT. Ele deixa a equipe da SWAT vigiando as vítimas enquanto ele recebe Hoffman, cuja sala de controle está no ferro-velho. A equipe da SWAT logo fica trancada em outra seção do asilo e são todos mortos pelo gás tóxico. Gibson encontra o espaço em que Hoffman controla, onde ele descobre que Hoffman invadiu o sistema de segurança da polícia e percebe que Hoffman foi trazido para a sede da polícia colocado como um dos cadáveres. Antes que ele possa avisar o seu parceiro, uma metralhadora mata-o a ele e aos seus dois homens. Hoffman mata Dr. Heffner ao serem levados para a sede e começa a procurar Jill, matando todos em seu caminho. Ele a encontra em uma cela e mata detetive Rogers, seu guarda. Jill consegue escapar, mas é rapidamente encontrada novamente e imobilizada após uma breve luta. Hoffman prende-a a numa cadeira e coloca a armadilha de urso reversa na cabeça dela, que lhe rasga o rosto, matando-a.
Depois de retirar os dentes do siso superior para obter a combinação para uma porta de segurança, Bobby encontra Joyce. Ele deve colocar dois ganchos através de seus músculos peitorais, a armadilha que ele alegou para sobreviver, e subir pelas correntes para desativar sua armadilha. No entanto, os ganchos rasgam através dos seus músculos e ele cai no chão. O tempo acaba, e um touro de bronze se fecha em torno de Joyce e incinera-a. Depois de destruir sua oficina, Hoffman é capturado por três porcos-mascarados, liderados por Lawrence Gordon. Flashbacks revelam John Kramer encontrando Lawrence no tubo de vapor e ajuda-o a se recuperar, e Lawrence ajudou John em segredo desde então. Com a tarefa de vigiar Jill e agir para impedir que qualquer coisa lhe aconteça, Lawrence traz Hoffman à casa de banho subterrânea e algema-o pelo tornozelo. Ele joga fora a serra com a qual serrou o seu próprio pé, e depois ele fecha a porta para o banheiro, deixando Hoffman morrer.

## Elenco
| Ator                 | Personagem      |
| -------------------- | --------------- |
| Tobin Bell           | Jigsaw          |
| Costas Mandylor      | Mark Hoffman    |
| Betsy Russell        | Jill Tuck       |
| Sean Patrick Flanery | Bobby Dagen     |
| Cary Elwes           | Lawrence Gordon |
| Dean Armstrong       | Cale            |
| Chad Donella         | Gibson          |
| Gina Holden          | Joyce           |
| Chester Bennington   | Evan            |
| Rebecca Marshall     | Suzanne         |
| Naomi Snieckus       | Nina            |
| Laurence Anthony     | Rogers          |
| James Van Patten     | Dr. Heffner     |
| Tanedra Howard       | Simone          |
| Shauna MacDonald     | Tara            |
| Larissa Gomes        | Emily           |
| Greg Bryk            | Mallick         |
| Noam Jenkins         | Michael Marks   |
| Gabby West           | Kara            |
| Elizabeth Rowin      | Sara            |
| Jon Cor              | Ryan            |
| Sebastian Pigott     | Brad            |
| Leigh Whannell       | Adam Stanheight |